# Итон, Сайрус
Са́йрус И́тон (англ. Cyrus Stephen Eaton; 1883—1979) — канадский и американский предприниматель, филантроп, общественный деятель.

## Биография
Сайрус Итон родился 27 декабря 1883 года в местечке Пагуош в графстве Камберленд канадской провинции Новая Шотландия. Итон является потомком американских лоялистов, которые бежали в Новую Шотландию из Нью-Йорка во время американской революции, бросив свою усадьбу, расположенную в том месте, где сейчас пересекаются Бродвей и Уолл-стрит
Отец Сайруса Итона, Джозеф Итон, был владельцем небольшого бакалейного магазина в Пагоуше. В 1900 году, во время летних каникул, отец послал Сайруса к своему брату Чарльзу Итону, который читал проповеди в баптистской церкви аристократического района Кливленда. Среди прихожан Чарльза Итона оказался и сам Джон Д. Рокфеллер. По свидетельству журнала «Форчун» «шанс, благодаря которому началась карьера Итона, был крайне редкий, такие выпадают одному человеку из миллиона, а то и реже».
Чета Рокфеллеров часто посещала воскресные проповеди Чарльза Итона и жене Рокфеллера приглянулся скромный племянник пастора. Однажды Чарльза и Сайруса Итонов пригласили на обед к Рокфеллерам. По словам самого Сайруса Итона, госпожа Рокфеллер решила, что молодому человеку незачем прозябать в канадской деревне и она спросила мужа: «Джон, не можешь ли ты найти для него что-нибудь поблизости?» Так началась работа Итона в компании Рокфеллера. В первые годы проживания в США работал охранником и секретарем миллиардера. Работу он совмещал с учёбой в университете Макмастера, который он закончил в 1905 году. Благодаря своему упорству, трудолюбию и поддержке Рокфеллера уже через несколько лет Итон стал управляющим крупной компании «Ист Огайо гэз». В 1913 году принимает американское гражданство.
Свой собственный бизнес Сайрус Итон начал с создания газовых и электрических компаний в городах Среднего Запада США. В то время это был новый бизнес и эта ниша ещё не была занята крупными компаниями с Уолл-Стрит. По мере роста бизнеса выросло и влияние самого Итона, постепенно он начинает проникать в резинотехническую и металлургическую промышленность. Купив несколько небольших металлургических компаний бизнесмен объединяет их в «Рипаблик стил корпорейшен», ставшую третьей по величине компанией США в этой отрасли. Состояние Итона почти достигло ста миллионов долларов.
Во время финансового краха 1929 года Сайрус Итон потерял всё своё состояние, у него остались лишь небольшие личные сбережения. Своим разорением Итон был обязан нескольким крупным банкам Уолл-стрита, которые, используя сложившуюся обстановку, при поддержке администрации президента Герберта Гувера убрали опасного конкурента. До конца своих дней Итон стойко ненавидел банкиров с Уолл-стрит. Через 20 лет, восстановив и приумножив свой бизнес, выступая в одной из комиссий конгресса США, Сайрус Итон сказал:

Я считаю, что величайшими врагами нашей капиталистической системы являются, во-первых, Уолл-стрит, во-вторых, все учреждения, созданные здесь в Вашингтоне для так называемого регулирования бизнеса…

После окончания Второй мировой войны Сайрус Итон становится одним из влиятельных руководителей кливлендской финансовой группы.

## Бизнес
К началу 70-х годов XX века основой итоновского бизнеса были сталелитейные предприятия, железные рудники и каменноугольные шахты. Среди крупных компаний, находившихся под его контролем или в которых он имел значительное влияние были: «Рипаблик стил», «Инленд стил», «Детройт стил», «Янгстаун Шит энд Тьюб», «Джонс энд Лофлин», «Уилинг стил». Итону принадлежала одна из крупнейших в США каменноугольных компаний «Уэст Кентуки коул». Запасы железной руды, принадлежавший фирме «Стип Рок» оценивались в миллиард тонн. Запасы железной руды месторождений компании «Унгава Айрон Орз», которой Итон владел совместно с Альфридом Круппом, оценивались в 10 миллиардов тонн. Итон также контролировал несколько железных дорог, ряд химических заводов и коммунальных предприятий.

### Попытки вести бизнес в СССР
В конце 60-х гг. XX в. одна из принадлежавших Итону компаний – «Тауэр интернэшнл» (Tower International) — вложила капитал в ряд проектов в СССР, включая строительство высотного торгового центра в Москве и газопровода через Сибирь, но осуществить их не смогла. В 1969 году контрольный пакет ее акций был приобретен Армандом Хаммером, договорившимся с Итоном о передаче незавершенных проектов хаммеровской компании Occidental Petroleum, за что Итону было обещано покрытие долгов его компании и 45% будущих прибылей от реализации его проектов.

## Общественная деятельность
Во второй половине 50-х годов XX века Итон стал инициатором Пагуошского движения учёных, в которое входили учёные как западного, так и восточного блоков, ставившие целью борьбу за мир и смягчение международной напряженности.
Во время частых визитов в СССР в 50-х Итона неоднократно принимал Н. С. Хрущёв. Итон рассматривался Федеральным бюро расследований как «советский попутчик под маской апостола мира». 
В 1960 году удостоен звания лауреата Международной Ленинской премии «За укрепление мира между народами»